# Ірландська абетка

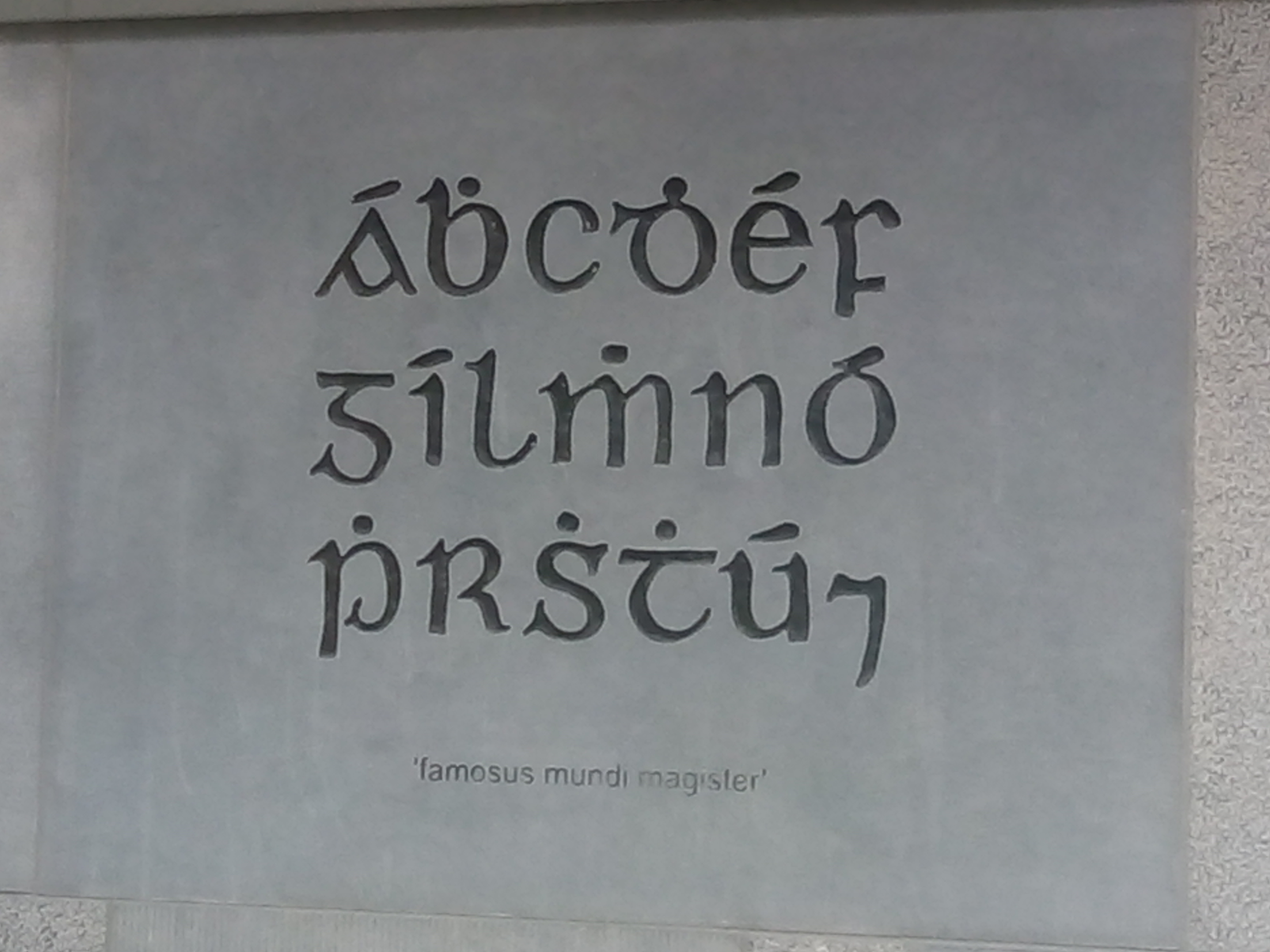
Традиційна ірландська абетка, виконана ґельським шрифтом.

Ірландська мова використовує латинське письмо. Історично для запису мови використовували ґельський шрифт.
Ірландський правопис (ірл. Litriú na Gaeilge) є дуже етимологічним, завдяки чому він відображає вимову всіх діалектів. Наприклад, слово crann ("дерево") читається /kɾˠan̪ˠ/ у Майо та Ольстері, /kɾˠaːn̪ˠ/ у Ґолвеї та /kɾˠəun̪ˠ/ у Манстері. Сучасний правопис остаточно сформувався в середині 20 століття після правописної реформи, що усунула деякі німі приголосні та осучаснила архаїчні правила.

## Абетка
Сучасна ірландська абетка складається з таких латинських літер: a á b c d e é f g h i í l m n o ó p r s t u ú. 
Наголос над голосними не враховують при сортуванні слів за абеткою. Нові запозичення містять також літери j k q v w x y z. Особливо поширеними є j та v. Літера v також трапляється в невеликій кількості власне ірландських слів, як-то vácarnach, vác чи vrác (звуконаслідувальні) чи víog замість bíog та vís замість bís (альтернативні). Літери q, w, x, y та z вживають переважно в науковій термінології, хоча фонема /z/ існує принаймні в одному діалекті. Сучасні назви літер такі: 
á bé cé dé é eif gé héis í eil eim ein ó pé ear eas té ú
а також: jé cá cú vé wae eacs yé zae.
Колись були поширеними назви літер за видами дерев. Згідно з традицією, ці назви начебто походять від назв огамічних літер, хоча сьогодні відомо, що лише деякі з них називалися за видами дерев.
ailm (в'яз), beith (береза), coll (горіх), dair (дуб), edad/eabhadh (осика), fern/fearn (вільха), gath/gort (плющ), uath (глід), idad/iodhadh (тис), luis (гірський ясен), muin (виноградна лоза), nin/nion (ясен), onn (дрік), peith (карликова вільха), ruis (бузина),  sail (верба), tinne/teithne (гостролист), úr (терен).
| Ірландська абетка (латиниця) | Ірландська абетка (латиниця) | Ірландська абетка (латиниця) | Ірландська абетка (латиниця) |
| Графіка                      | Сучасні назви літер          | Традиційні назви літер       | Переклад назви               |
| ---------------------------- | ---------------------------- | ---------------------------- | ---------------------------- |
| Á á                          | —                            | —                            | —                            |
| A a                          | á                            | ailm                         | в'яз                         |
| B b                          | bé                           | beith                        | береза                       |
| C c                          | cé                           | coll                         | горіх                        |
| D d                          | dé                           | dair                         | дуб                          |
| É é                          | —                            | —                            | —                            |
| E e                          | é                            | edad                         | осика                        |
| F f                          | eif                          | fern                         | вільха                       |
| G g                          | gé                           | gort                         | плющ                         |
| H h                          | héis                         | —                            | —                            |
| Í í                          | —                            | —                            | —                            |
| I i                          | í                            | idad                         | тис                          |
| L l                          | eil                          | luis                         | гірський ясен                |
| M m                          | eim                          | muin                         | виноградна лоза              |
| N n                          | ein                          | nin                          | ясен                         |
| Ó ó                          | —                            | —                            | —                            |
| O o                          | ó                            | onn                          | дрік                         |
| P p                          | pé                           | peith                        | карликова вільха             |
| R r                          | ear                          | ruis                         | бузина                       |
| S s                          | eas                          | sail                         | верба                        |
| T t                          | té                           | tinne                        | гостролист                   |
| Ú ú                          | —                            | —                            | —                            |
| U u                          | ú                            | úr                           | терен                        |

Примітки.
1. Літери á, é, í, ó, ú не мають особливих назв, оскільки є різновидами відповідно літер a, e, i, o, u.
2. Додаткові літери також мають ірландські назви: j (jé), k (cá), q (cú), v (vé), w (wae), x (eacs), y (yé), z (zae).

## Ірландські шрифти
До середини 20 століття для ірландської використовували ґельський шрифт. Сьогодні його використовують здебільшого з декоративною метою. Головною різницею між ґельским та романським шрифтами є спосіб позначення леніції: в ґельському — це діакритична крапка над приголосною, а в романському — літера h після приголосної (наприклад, ċ стає ch). Інше використання h в ірландській можливе лише на початку слова як проклітика (наприклад, go hÉirinn — «в Ірландію») чи в запозичених словах (наприклад, hata — капелюх).
Хоча до 20 століття переважав ґельський шрифт, спроби впровадити романський шрифт почалися значно раніше. Катехизм Табода Ґалдуфа (Teabóid Gallduf) 1639 року було надруковано романським шрифтом, при чому деякі вжиті тоді скорочення (наприклад, suí замість suidhe, uafás замість uathbhás) стали частиною правопису. 

## Правопис

### Приголосні
Здебільшого приголосні бувають «широкі» (стверділі) — якщо найближчим голосним є a, o чи u та «тонкі» (пом'якшені) — якщо найближчими голосними є e чи i.
| Літери                                               | Літери | Фонеми                                                                 | Транслітерація          | Приклади |
| ---------------------------------------------------- | --- | ---------------------------------------------------------------------- | ----------------------- | --- |
| b                                                    | твердий | /bˠ/                                                                   | Б                       | bain /bˠanʲ/ «візьми», scuab /sˠkuəbˠ/ «мітла» |
| b                                                    | м'який | /bʲ/                                                                   | Б                       | béal /bʲeːl̪ˠ/ «рот», cnáib /kn̪ˠaːbʲ/ «коноплі» |
| bh                                                   | твердий | /w/                                                                    | В                       | bhain /wanʲ/ «узяв», ábhar /ˈaːwəɾˠ/ «матеріал», Bhairbre /ˈwaɾʲəbʲɾʲə/ «Барбари» (род. в.), tábhachtach /ˈt̪ˠaːwəxtəx/ «важливий», dubhaigh /ˈd̪ˠʊwiː/ «зачорни!», scríobh /ʃcrʲiːw/ «написав», taobh /t̪ˠiːw/ «сторона», dubh /d̪ˠʊw/ «чорний», gabh /ɡaw/ «отримай» |
| bh                                                   | м'який | /vʲ/                                                                   | В                       | bhéal /vʲeːl̪ˠ/ «рот» (з леніцією), cuibhreann /ˈkɪvʲɾʲən̪ˠ/ «загальний стіл», aibhneacha /ˈavʲnʲəxə/ «річки», sibh /ʃɪvʲ/ «ви» |
| bh                                                   | Див. у списку голосних abh, eabh, obh                                                                                   |                                                                        |                         | |
| bhf (екліпсис f-)                                    | твердий | /w/                                                                    | В                       | bhfuinneog /ˈwɪnʲoːɡ/ «вікно» (екліпсація) |
| bhf (екліпсис f-)                                    | м'який | /vʲ/                                                                   | В                       | bhfíon /vʲiːn̪ˠ/ «вино» (екліпсація) |
| bp (екліпсис p-)                                     | твердий | /bˠ/                                                                   | Б                       | bpoll /bˠoːl̪ˠ/ «діра» (екліпсація) |
| bp (екліпсис p-)                                     | м'який | /bʲ/                                                                   | Б                       | bpríosún /ˈbʲɾʲiːsˠuːn̪ˠ/ «в'язниця» (екліпсація) |
| c                                                    | твердий | /k/                                                                    | К                       | cáis /kaːʃ/ «сир», mac /mˠak/ «син» |
| c                                                    | м'який | /c/                                                                    | К(Ь)                    | ceist /cɛʃtʲ/ «запитання», mic /mʲɪc/ «сини» |
| ch                                                   | твердий (завжди твердий перед t.)                                                                                       | /x/                                                                    | Х                       | cháis /xaːʃ/ «сир» (леніція), taoiseach /ˈt̪ˠiːʃəx/ «ватажок» (так називають зокрема прем'єр-міністра), boichte /bˠɔxtʲə/ «бідняк» |
| ch                                                   | м'який | /ç/ /h/ (між голосними)                                                | Х(Ь) Г                  | cheist /çɛʃtʲ/ «запитання» (леніція), deich /dʲɛç/ «десять» oíche /ˈiːhə/ «ніч» |
| d                                                    | твердий | /d̪ˠ/                                                                   | Д                       | dorn /d̪ˠoːɾˠn̪ˠ/ «кулак», nead /nʲad̪ˠ/ «гніздо» |
| d                                                    | м'який | /dʲ/                                                                   | Д(Ь)                    | dearg /dʲaɾˠəɡ/ «червоний», cuid /kɪdʲ/ «частина» |
| dh                                                   | твердий | /ɣ/ (на поч. слова) німий (після довгого голосного)                    | Г —                     | dhorn /ɣoːɾˠn̪ˠ/ «кулак» (леніція) ádh /aː/ «удача» |
| dh                                                   | м'який | /j/                                                                    | Й                       | dhearg /ˈjaɾˠəɡ/ «червоний» (леніція), fáidh /fˠaːj/ «пророк» |
| dh                                                   | Див. у списку голосних adh, aidh, eadh, eidh, idh, oidh, odh. Див. винятки в дієслівних формах -dh наприкінці дієслова. |                                                                        |                         | |
| dt (екліпсис t-)                                     | твердий | /d̪ˠ/                                                                   | Д                       | dtaisce /ˈd̪ˠaʃcə/ «скарб» (екліпсація) |
| dt (екліпсис t-)                                     | м'який | /dʲ/                                                                   | Д(Ь)                    | dtír /dʲiːɾʲ/ «країна» (екліпсація) |
| f                                                    | твердий | /fˠ/                                                                   | Ф                       | fós /fˠoːsˠ/ «досі», graf /ɡɾˠafˠ/ «граф» |
| f                                                    | м'який | /fʲ/                                                                   | Ф                       | fíon /fʲiːn̪ˠ/ «вино», stuif /sˠt̪ˠɪfʲ/ «предмет» |
| f                                                    | Див. винятки в дієслівних формах -f- у майбутньому та умовному часах.                                                   |                                                                        |                         | |
| fh (леніція f-)                                      | fh (леніція f-) | —                                                                      | німий                   | fhuinneog /ˈɪnʲoːɡ/ «вікно» (леніція), fhíon /iːn̪ˠ/ «вино» (леніція) |
| g                                                    | твердий | /ɡ/                                                                    | Ґ                       | gasúr /ˈɡasˠuːɾˠ/ «хлопець», bog /bˠɔɡ/ «м'який» |
| g                                                    | м'який | /ɟ/                                                                    | Д(Ь)                    | geata /ˈɟat̪ˠə/ «брама», carraig /ˈkaɾˠəɟ/ «скеля, камінь» |
| gc (екліпсис c-)                                     | твердий | /ɡ/                                                                    | Ґ                       | gcáis /ɡaːʃ/ «сир» (екліпсація) |
| gc (екліпсис c-)                                     | м'який | /ɟ/                                                                    | Д(Ь)                    | gceist /ɟɛʃtʲ/ «запитання» (екліпсація) |
| gh                                                   | твердий | /ɣ/ (на поч. слова) німий (після довг. голосного)                      | Г —                     | ghasúr /ˈɣasˠuːɾˠ/ «хлопець» (леніція) Eoghan /ˈoːən̪ˠ/ «Овен» (ім'я) |
| gh                                                   | м'який | /j/                                                                    | Й                       | gheata /ˈjat̪ˠə/ «брама» (леніція), dóigh /d̪ˠoːj/ «шлях, манера» |
| gh                                                   | Див. у списку голосних agh, aigh, eigh, igh, ogh, oigh. Див. винятки в дієслівних формах -(a)igh наприкінці дієслова.   |                                                                        |                         | |
| h                                                    | h | /h/                                                                    | Г                       | hata /ˈhat̪ˠə/ «капелюх», na héisc /nə heːʃc/ «риба» (множина) |
| l, ll                                                | твердий | /l̪ˠ/                                                                   | Л                       | luí /l̪ˠiː/ «лежачи», poll /poːl̪ˠ/ «дірка» |
| l, ll                                                | м'який | /lʲ/                                                                   | Л(Ь)                    | leisciúil /ˈlʲɛʃcuːlʲ/ «лінивий», coill /kəilʲ/ «дерево» |
| m                                                    | твердий | /mˠ/                                                                   | М                       | mór /mˠoːɾˠ/ «великий», am /aːmˠ/ «час» |
| m                                                    | м'який | /mʲ/                                                                   | М                       | milis /ˈmʲilʲəʃ/ «солодкий», im /iːmʲ/ «масло» |
| mb (екліпсис b-)                                     | твердий | /mˠ/                                                                   | М                       | mbaineann /ˈmˠanʲən̪ˠ/ «він бере» (екліпсація) |
| mb (екліпсис b-)                                     | м'який | /mʲ/                                                                   | М                       | mbéal /mʲeːl̪ˠ/ «рот» (екліпсація) |
| mh                                                   | (твердий) | /w/                                                                    | В                       | mhór /woːɾˠ/ «великий» (леніція), lámha /ˈl̪ˠaːwə/ «руки», léamh /lʲeːw/ «читання» |
| mh                                                   | (м'який) | /vʲ/                                                                   | В                       | mhilis /ˈvʲilʲəʃ/ «солодкий» (леніція), uimhir /ˈɪvʲəɾʲ/ «число», nimh /nʲɪvʲ/ «отрута» |
| mh                                                   | Див. у списку голосних amh, eamh, omh                                                                                   |                                                                        |                         | |
| n, nn                                                | твердий | /n̪ˠ/                                                                   | Н                       | naoi /n̪ˠiː/ «дев'ять», ceann /caːn̪ˠ/ «голова» |
| n, nn                                                | м'який | /nʲ/                                                                   | Н(Ь)                    | neart /nʲaɾˠt̪ˠ/ «міцність», tinneas /ˈtʲɪnʲəsˠ/ «хвороба» |
| nc                                                   | твердий | /ŋk/                                                                   | НК                      | ancaire /ˈaŋkəɾʲə/ «якір» |
| nc                                                   | м'який | /ɲc/                                                                   | НЬК(Ь)                  | rinc /ɾˠɪɲc/ «танець» |
| nd (екліпс d-)                                       | твердий | /n̪ˠ/                                                                   | Н                       | ndorn /n̪ˠoːɾˠn̪ˠ/ «кулак» (екліпсація) |
| nd (екліпс d-)                                       | м'який | /nʲ/                                                                   | Н(Ь)                    | ndearg /ˈnʲaɾˠəɡ/ «червоний» (екліпсація) |
| ng                                                   | твердий | /ŋ/ (на поч. слова — екліпсис g-) /ŋɡ/ (всередині та наприкінці слова) | НҐ                      | ngasúr /ˈŋasˠuːɾˠ/ «хлопець» (еклпсація) long /l̪ˠuːŋɡ/ «корабель», teanga /ˈtʲaŋɡə/ «язик» |
| ng                                                   | м'який | /ɲ/ (на поч. слова — екліпсис g-) /ɲɟ/ (всередині та наприкінці слова) | Н(Ь) НЬД(Ь)             | ngeata /ˈɲat̪ˠə/ «брама» (екліпсація) cuing /kɪɲɟ/ «хомут», ingear /ˈɪɲɟəɾˠ/ «вертикальний» |
| ng                                                   | м'який | /nʲ/ (в кінцевому ненаголошеному -ing)                                 | Н(Ь)                    | scilling /ˈʃcilʲənʲ/ «шилінг» |
| p                                                    | твердий | /pˠ/                                                                   | П                       | poll /pˠoːl̪ˠ/ «діра», stop /sˠt̪ˠɔpˠ/ «стоп» |
| p                                                    | м'який | /pʲ/                                                                   | П                       | príosún /ˈpʲɾʲiːsˠuːn̪ˠ/ «в'язниця», truip /t̪ˠɾˠɪpʲ/ «подорож» |
| ph                                                   | твердий | /fˠ/                                                                   | Ф                       | pholl /fˠoːl̪ˠ/ «діра» (леніція) |
| ph                                                   | м'який | /fʲ/                                                                   | Ф                       | phríosún /ˈfʲɾʲiːsˠuːn̪ˠ/ в'язниця (леніція) |
| r                                                    | твердий (завжди твердий на початку слова; завжди твердий у rt, rth, rd, rn, rl, rs, sr)                                 | /ɾˠ/                                                                   | Р                       | rí /ɾˠiː/ «король», cuairt /kuəɾˠtʲ/ «відвідування», oirthear /ˈɔɾˠhəɾˠ/ «схід», airde /aːɾˠdʲə/ «висота», coirnéal /ˈkoːɾˠnʲeːl̪ˠ/ «кут», duirling /ˈd̪ˠuːɾˠlʲənʲ/ «кам'яний пляж», sreang /sˠɾˠaŋɡ/ «дріт»                                                         |
| r                                                    | м'який | /ɾʲ/                                                                   | Р(Ь)                    | tirim /ˈtʲɪɾʲəmʲ/ «сухий» |
| rr                                                   | rr | /ɾˠ/                                                                   | Р                       | barr /baːɾˠ/ «наконечник», cairr /kaːɾˠ/ «автомобіля» (род. відм.) |
| s                                                    | твердий | /sˠ/ (завжди твердий на поч. слова перед m, p, r)                      | С                       | Sasana /ˈsˠasˠən̪ˠə/ «Англія», tús /t̪ˠuːsˠ/ «початок», speal /sˠpʲal̪ˠ/ «коса» (інструмент), sméar /sˠmʲeːɾˠ/ «ожина», sreang /sˠɾˠaŋɡ/ «дріт» |
| s                                                    | м'який | /ʃ/                                                                    | Ш                       | sean /ʃan̪ˠ/ «старий», cáis /kaːʃ/ «сир» |
| sh                                                   | твердий | /h/                                                                    | Г                       | Shasana /ˈhasˠən̪ˠə/ «Англія» (леніція) |
| sh                                                   | м'який | /h/ /ç/ (перед /aː, oː, u(ː)/)                                         | Г Х(Ь)                  | shean /han̪ˠ/ «старий» (леніція) Sheáin /çaːnʲ/ «Шона» (род. відм.), sheol /çoːl̪ˠ/ «запущений», shiúil /çuːlʲ/ «гуляв», shiopa /ˈçʊpˠə/ «крамниця» (леніція) |
| t                                                    | твердий | /t̪ˠ/                                                                   | Т                       | taisce /ˈt̪ˠaʃcə/ «скарб», ceart /caɾˠt̪ˠ/ «правильний» |
| t                                                    | м'який | /tʲ/                                                                   | Т(Ь)                    | tír /tʲiːɾʲ/ «країна», beirt /bʲɛɾˠtʲ/ «двоє (людей)» |
| t                                                    | Див. винятки в дієслівних формах -t- у дієприкметниках.                                                                 |                                                                        |                         | |
| th                                                   | твердий | Г                                                                      | /h/                     | thaisce /ˈhaʃcə/ «скарб» (леніція), athair /ˈahəɾʲ/ «батько» |
| th                                                   | м'який | /h/ /ç/ (якщо леніція від /tʲaː-, tʲoː-, tʲu(ː)-/)                     | Г Х(Ь)                  | theanga /ˈhaŋɡə/ «язик» (леніція) theann /çaːn̪ˠ/ «тугий» (леніція), theocht /çoːxt̪ˠ/ «тепло» (леніція), thiúilip /ˈçuːlʲəpʲ/ «тюльпан» (леніція), thiocfadh /ˈçʊkəx/ «прийшов би», thiubh /çʊw/ «товстий» (леніція)                                                |
| th                                                   | Німий наприкінці складу                                                                                                 | Німий наприкінці складу                                                | Німий наприкінці складу | bláth /bˠl̪ˠaː/ «цвіт», cith /cɪ/ «душ», cothrom /ˈkɔɾˠəmˠ/ «рівний» |
| th                                                   | Див. винятки в дієслівних формах -th- у дієприкметниках.                                                                |                                                                        |                         | |
| ts (особлива леніція s- після означеного артикля an) | твердий | /t̪ˠ/                                                                   | Т                       | an tsolais /ən̪ˠ ˈt̪ˠɔl̪ˠəʃ/ «світловий» |
| ts (особлива леніція s- після означеного артикля an) | м'який | /tʲ/                                                                   | Т(Ь)                    | an tSín /ənʲ tʲiːnʲ/ «Китай» |
| v                                                    | твердий | /w/                                                                    | В                       | vóta /ˈwoːt̪ˠə/ «голос» (виборчий) |
| v                                                    | м'який | /vʲ/                                                                   | В                       | veidhlín /ˈvʲəilʲiːnʲ/ «скрипка» |

### Голосні
Попри складну таблицю нижче, вимова голосних у ірландській загалом випливає із кількох простих правил:
- Голосні fada (á, é, í, ó, ú) вимовляють завжди.
- Голосні по обидва боки від fada є німими, вони присутні лише через правило caol le caol agus leathan le leathan («тонкий із тонким, широкий із широким»), що ділить голосні на дві групи — e, i та a,o,u.
- Між приголосним і голосним чи навпаки e та i керуються правилом clc:

- fear, bean, leabhar, seomra, dearg -> німе e
- feicim, eile, deir, cailin, uncail, abhainn, aimsir, bainne -> німе i

В нижче поданій таблиці показано, як позначені на письмі голосні звучать у розмові. Кожен діалект відрізняється від цього загального правила.

#### Прості голосні
Ненаголошені голосні зазвичай звучать як шва.
| Літера | Літера       | Фонема                                                                | Транслітерація | Приклад |
| ------ | ------------ | --------------------------------------------------------------------- | -------------- | --- |
| a      | наголошена   | /a/                                                                   | А              | fan /fˠan̪ˠ/ "stay" (imper.) |
| a      | наголошена   | /aː/ перед rl, rn, rd передостанній склад ll, nn, rr перед кінцевою m | А              | tarlú /ˈt̪ˠaːɾˠl̪ˠuː/ «відбуватися», carnán /ˈkaːɾˠn̪ˠaːn̪ˠ/ «(невелика) кількість», garda /ˈɡaːɾˠd̪ˠə/ «поліцейський» mall /mˠaːl̪ˠ/ «повільно, пізно», ann /aːn̪ˠ/ «там», barr /bˠaːɾˠ/ «наконечник» am /aːmˠ/ «час» |
| a      | ненаголошена | /ə/                                                                   | А              | ólann /ˈoːl̪ˠən̪ˠ/ «пити», mála /ˈmˠaːl̪ˠə/ «наплічник» |
| e      | наголошена   | /ɛ/                                                                   | Е              | te /tʲɛ/ «гарячий» |
| e      | ненаголошена | /ə/                                                                   | А              | míle /ˈmʲiːlʲə/ «тисяча» |
| i      | наголошена   | /ɪ/                                                                   | И, І           | pic /pʲɪc/ «крок», ifreann /ˈɪfʲɾʲən/ «пекло» |
| i      | наголошена   | /iː/ передостанній склад ll, nn перед кінцевою m                      | І              | cill /ciːlʲ/ «церква», cinnte /ˈciːnʲtʲə/ «впевнений» im /iːmʲ/ «масло» |
| i      | ненаголошена | /ə/                                                                   | А              | faoistin /ˈfˠiːʃtʲənʲ/ «сповідь» |
| o      | наголошена   | /ɔ/                                                                   | О              | post /pˠɔsˠt̪ˠ/ «пост» |
| o      | наголошена   | /ʊ/ перед n, m                                                        | У              | Donncha /ˈd̪ˠʊn̪əxə/ (чоловіче ім'я), cromóg /ˈkɾˠʊmˠoːɡ/ «кирпатий ніс» |
| o      | наголошена   | /oː/ перед rl, rn, rd передостанній склад ll, rr                      | О              | bord /bˠoːɾˠd̪ˠ/ «стіл», orlach /ˈoːɾˠl̪ˠəx/ «дюйм» poll /pˠoːl̪ˠ/ «діра», corr /koːɾˠ/ «непарний» |
| o      | наголошена   | /uː/ передостанній склад nn перед кінцевим m, ng                      | У              | fonn /fˠuːn̪ˠ/ «бажання» trom /t̪ˠɾˠuːmˠ/ «важкий», long /l̪ˠuːŋɡ/ «корабель» |
| o      | ненаголошена | /ə/                                                                   | А              | mo /mˠə/ «мій», cothrom /ˈkɔɾˠəmˠ/ «рівний» |
| u      | наголошена   | /ʊ/                                                                   | У              | dubh /d̪ˠʊw/ «чорний» |
| u      | наголошена   | /ɔ/ в запозиченнях із англійської наближене до /ʌ/                    | О              | bus /bˠɔsˠ/ «автобус», club /kl̪ˠɔbˠ/ «клуб» |
| u      | наголошена   | /uː/ перед rl, rn, rd                                                 | У              | burla /ˈbˠuːɾˠl̪ˠə/ «пучок», murnán /ˈmˠuːɾˠn̪ˠaːn̪ˠ/ «кісточка», urlár /ˈuːɾˠl̪ˠaːɾˠ/ «підлога» |
| u      | ненаголошена | /ə/                                                                   | А              | agus /ˈaɡəs/ "and" |

#### Голосні з наголосом
Голосні з наголосом (ірландською — fada або síneadh fada) завжди звучать подовжено. У комбінаціях з іншими голосними звучать лише голосні з наголосами.
| Літери | Фонеми | Транслітерація | Приклади                                                                         |
| ------ | ------ | -------------- | -------------------------------------------------------------------------------- |
| á      | /aː/   | А              | bán /bˠaːn̪ˠ/ «білий»                                                             |
| ái     | /aː/   | А              | dáil /d̪ˠaːlʲ/ «асамблея», gabháil /ˈɡawaːlʲ/ «обговорення»                       |
| aí     | /iː/   | І              | maígh /mˠiːj/ «вимагай», gutaí /ˈɡʊt̪ˠiː/ «голосні»                               |
| aío    | /iː/   | І              | naíonán /ˈn̪ˠiːn̪ˠaːn̪ˠ/ «образливий», beannaíonn /ˈbʲan̪ˠiːn̪ˠ/ «(він) благословляє» |
| é      | /eː/   | Е              | sé /ʃeː/ «він»                                                                   |
| éa     | /eː/   | Е              | déanamh /ˈdʲeːn̪ˠəw/ «заняття», buidéal /ˈbˠɪdʲeːl̪ˠ/ «пляшка»                     |
| eá     | /aː/   | А              | Seán /ʃaːn̪ˠ/ «Шон» caisleán /ˈkaʃlʲaːn̪ˠ/ «за́мок»                                 |
| eái    | /aː/   | А              | meáin /mʲaːnʲ/ «засоби», caisleáin /ˈkaʃlʲaːnʲ/ «за́мки»                          |
| éi     | /eː/   | Е              | scéimh /ʃceːvʲ/ «краса», páipéir /ˈpˠaːpʲeːɾʲ/ «папери»                          |
| í      | /iː/   | І              | gnímh /ɟnʲiːvʲ/ «акту, справи» (род. відм.), cailín /ˈkalʲiːnʲ/ «дівчина»        |
| ío     | /iː/   | І              | síol /ʃiːl̪ˠ/ «насіння»                                                           |
| iú     | /uː/   | У              | siúl /ʃuːl̪ˠ/ «прогулянка», bailiú /ˈbˠalʲuː/ «збори»                             |
| iúi    | /uː/   | У              | ciúin /cuːnʲ/ «тихий», inniúil /ˈɪnʲuːlʲ/ «придатний»                            |
| ó      | /oː/   | О              | póg /pˠoːɡ/ «поцілунок», armónach /ˈaɾˠəmˠoːn̪əx/ «гармонійний»                   |
| ói     | /oː/   | О              | móin /mˠoːnʲ/ «торф», bádóir /ˈbˠaːd̪ˠoːrʲ/ «човняр»                              |
| oí     | /iː/   | І              | croíleacán /ˈkɾˠiːlʲəkaːn̪ˠ/ «ядро»                                               |
| oío    | /iː/   | І              | croíonna /ˈkɾˠiːn̪ˠə/ «серця»                                                     |
| ú      | /uː/   | У              | tús /t̪ˠuːsˠ/ «початок»                                                           |
| úi     | /uː/   | У              | súil /suːlʲ/ «око», cosúil /ˈkɔsˠuːlʲ/ «немов»                                   |
| uí     | /iː/   | І              | buígh /bˠiːj/ «пожовтій»                                                         |
| uío    | /iː/   | І              | buíon /bˠiːn̪ˠ/ «військова група»                                                 |

#### Голосні перед bh, dh, gh, mh
Перед bh, dh, gh, mh наголошені голосні зазвичай утворюють дифтонги або стають довгими. Для (e)adh, (e)amh, (a)idh, (a)igh, (a)íodh, eodh, eoidh, ódh, óidh, див. також винятки в дієслівних формах.
| Літери                                               | Літери                    | Фонеми        | Фонеми | Фонеми | Приклади |
| Літери                                               | Літери                    | О             | К      | М      | Приклади |
| ---------------------------------------------------- | ------------------------- | ------------- | ------ | ------ | --- |
| (e)abh, (e)abha, (e)abhai                            | (e)abh, (e)abha, (e)abhai | /oː/ або /əu/ | /əu/   | /əu/   | Feabhra /ˈfʲəuɾˠə/ "лютий", leabhair /lʲəuɾʲ/ "книги", sabhall /ˈsˠəul̪ˠ/ "сарай"                                                                                      |
| (e)adh, (e)adha, (e)adhai, (e)agh, (e)agha, (e)aghai | наголошений               | /eː/ or /əi/  | /əi/   | /əi/   | meadhg /mʲəiɡ/ "сироватка", meadhg /əiɾˠk/ "сироватка", adhairt /əiɾˠtʲ/ "подушка", saghsanna /ˈsˠəisˠən̪ˠə/ "види", deagha /d̪ˠəi/ "століття", aghaidh /əij/ "обличчя" |
| (e)adh, (e)adha, (e)adhai, (e)agh, (e)agha, (e)aghai | ненаголошений             | /uː/          | /ə/    | /ə/    | margadh /ˈmˠaɾˠəɡə/ "базар", briseadh /ˈbʲɾʲɪʃə/ "ламання" |
| aidh, aidhe, aigh, aighe, aighea                     | наголошений               | /əi/          | /əi/   | /əi/   | aidhleann /əilʲən̪ˠ/ "стелаж", aidhe /əi/ "так!", aighneas /əinʲəsˠ/ "суперечка", aighe /əi/ "корова, віл" (род. в.), caighean /kəin̪ˠ/ "клітка"                        |
| aidh, aidhe, aigh, aighe, aighea                     | ненаголошений             | /iː/          | /ə/    | /əɟ/   | tuillidh /ˈt̪ˠɪlʲiː/ "додавання" (род. в.), cleachtaidh /ˈclʲaxt̪ˠiː/ "практика" (род. в.), coiligh /ˈkɛlʲiː/ "півень" (род. в.), bacaigh /ˈbˠakiː/ "жебрак" (род. в.)  |
| (e)amh, (e)amha, (e)amhai                            | наголошений               | /əu/          | /əu/   | /əu/   | ramhraigh /ˈɾˠəuɾˠiː/ "відгодований", amhantar /ˈəun̪ˠt̪ˠəɾˠ/ "підприємство", Samhain /sˠəunʲ/ "листопад"                                                               |
| (e)amh, (e)amha, (e)amhai                            | ненаголошений             | /uː/          | /ə(w)/ | /əw/   | acadamh /ˈakad̪ˠəw/ "академія", creideamh /ˈcɾʲɛdʲəw/ "переконання, віра"                                                                                              |
| eidh, eidhea, eidhi                                  | eidh, eidhea, eidhi       | /eː/          | /əi/   | /əi/   | feidhm /fʲəimʲ/ "функція", eidheann /əin̪ˠ/ "плющ", meidhir /mʲəiɾʲ/ "веселощі"                                                                                        |
| eigh, eighea, eighi                                  | eigh, eighea, eighi       | /eː/          | /əi/   | /əi/   | feighlí /ˈfʲəilʲiː/ "наглядач", leigheas /lʲəisˠ/ "лікування", feighil /fʲəilʲ/ "пильність"                                                                           |
| oidh, oidhea, oidhi                                  | oidh, oidhea, oidhi       | /əi/          | /əi/   | /əi/   | oidhre /əiɾʲə/ "спадкоємець", oidheanna /əin̪ˠə/ "трагедії" |
| oigh, oighea, oighi                                  | oigh, oighea, oighi       | /əi/          | /əi/   | /əi/   | oighreach /əiɾʲəx/ "льодовиковий", oigheann /əin̪ˠ/ "піч", loighic /l̪ˠəic/ "логіка"                                                                                    |
| (e)obh, (e)obha, (e)obhai                            | (e)obh, (e)obha, (e)obhai | /oː/          | /əu/   | /əu/   | lobhra /l̪ˠəuɾˠə/ "проказа", lobhar /l̪ˠəuɾˠ/ "прокажений", lobhair /l̪ˠəuɾʲ/ "прокажені"                                                                                |
| (e)odh, (e)odha, (e)odhai                            | (e)odh, (e)odha, (e)odhai | /oː/          | /əu/   | /əu/   | bodhrán /bˠəuɾˠaːn̪ˠ/ "боран" (барабан), bodhar /bˠəuɾˠ/ "глухий", bodhair /bˠəuɾʲ/ "глухі"                                                                            |
| (e)ogh, (e)ogha, (e)oghai                            | (e)ogh, (e)ogha, (e)oghai | /oː/          | /əu/   | /əu/   | doghra /ˈd̪ˠəuɾˠə/ "нещастя", bogha /bˠəu/ "лук", broghais /bˠɾˠəuʃ/ "плацента (тварини)"                                                                              |
| (e)omh, (e)omha, (e)omhai                            | (e)omh, (e)omha, (e)omhai | /oː/          | /oː/   | /oː/   | Domhnach /ˈd̪ˠoːn̪ˠəx/ "неділя", comhar /koːɾˠ/ "партнерство", domhain /d̪ˠoːnʲ/ "земля, світ"                                                                           |
| (i)ubh                                               | (i)ubh                    | /uː/          | /ʊ(w)/ | /ʊw/   | dubh /d̪ˠʊw/ "чорний", tiubh /tʲʊw/ "щільний" |
| (i)umh, (i)umha, (i)umhai                            | (i)umh, (i)umha, (i)umhai | /uː/          | /uː/   | /uː/   | cumhra /kuːɾˠə/ "ароматний", Mumhan /ˈmˠuːn̪ˠ/ "Манстер" (род. в.), ciumhais /cuːʃ/ "край"                                                                             |

### Винятки в дієслівних формах
У дієслівних формах деякі букви і буквосполучення вимовляються по-іншому, ніж зазвичай.
| Літери       | Літери                               | Літери                                | Фонеми                      | Фонеми                      | Фонеми                      | Приклади |
| Літери       | Літери                               | Літери                                | О                           | К                           | М                           | Приклади |
| ------------ | ------------------------------------ | ------------------------------------- | --------------------------- | --------------------------- | --------------------------- | --- |
| -(e)adh      | минулий час                          | минулий час                           | /uː/                        | /əw/                        | /əg/                        | moladh é /ˈmˠɔl̪ˠəw eː/ "його похвалили" |
| -(e)adh      | решта дієслівних форм                | зазвичай                              | /uː/                        | /əx/                        | /əx/                        | mholadh mé /ˈwɔl̪ˠəx mʲeː/ "я хвалив раніше"                                                                                                  |
| -(e)adh      | решта дієслівних форм                | перед займенниками на s-              | /ətʲ/                       | /ətʲ/                       | /əx/                        | mholadh sé /ˈwɔl̪ˠətʲ ʃeː/ "він хвалив раніше"                                                                                                |
| -ea-         | у формах bí "бути"                   | у формах bí "бути"                    | /ɛ/                         | /ɛ/                         | /ɛ/                         | bheadh sé /ˈvʲɛtʲ ʃeː/ "він був би" |
| -eodh, ódh   | -eodh, ódh                           | зазвичай                              | /oːxuː/                     | /oːx/                       | /oːx/                       | bheannódh mé /ˈvʲanoːx mʲeː/ "я благословив би"                                                                                              |
| -eodh, ódh   | -eodh, ódh                           | перед займенниками на s-              | /oːxətʲ/                    | /oːtʲ/                      | /oːx/                       | bheannódh sibh /ˈvʲan̪ˠoːtʲ ʃɪvʲ/ "ви благословили би"                                                                                        |
| -eoidh, óidh | -eoidh, óidh                         | зазвичай                              | /oːxiː/                     | /oː(j)/                     | /oːɟ/                       | beannóidh /ˈbʲan̪ˠoː/ "буде благословляти" |
| -eoidh, óidh | -eoidh, óidh                         | перед займенниками на s-              | /oːxə/                      | /oː(j)/                     | /oːɟ/                       | beannóidh /ˈbʲan̪ˠoː/ "буде благословляти" |
| -f-          | в особових закінченнях дієслів       | після b, bh, d, c, ch, g, mh, p, s, t | німий перед b, bh, d, g, mh | німий перед b, bh, d, g, mh | німий перед b, bh, d, g, mh | dhófadh /ˈɣoːhəx/ "спалив би", déarfaidh /ˈdʲeːɾˠhiː/ "буде казати", brisfidh /ˈbʲɾʲɪʃiː/ "буде ламати", scuabfadh /ˈsˠkuəpəx/ "підмітав би" |
| -(a)im       | -(a)im                               | -(a)im                                | /əmˠ/                       | /əmʲ/                       | /əmʲ/                       | molaim /ˈmˠɔl̪ˠəmʲ/ "я хвалю" |
| -(a)idh      | перед займенниками                   | перед займенниками                    | /ə/                         | /ə/                         | /ə/                         | molfaidh mé /ˈmˠɔl̪ˠhə mʲeː/ "я буду хвалити"                                                                                                 |
| -(a)igh      | перед займенниками                   | перед займенниками                    | /ə/                         | /ə/                         | /ə/                         | bheannaigh mé /ˈvʲan̪ˠə mʲeː/ "я благословив"                                                                                                 |
| -(a)íodh     | минулий час                          | минулий час                           | /iːw/                       | /iːw/                       | /iːg/                       | osclaíodh /ˈɔsˠkl̪ˠiːw/ "хтось відчинив" |
| -(a)íodh     | решта дієслівних форм                | зазвичай                              | /iːw/                       | /iːx/                       | /iːx/                       | osclaíodh Siobhán /ˈɔsˠkl̪ˠiːx ˈʃʊwaːn̪ˠ/ "нехай Шован відчинить"                                                                              |
| -(a)íodh     | решта дієслівних форм                | перед займенниками на s-              | /iːtʲ/                      | /iːtʲ/                      | /iːx/                       | osclaíodh sí /ˈɔsˠkl̪ˠiːtʲ ʃiː/ "нехай вона відчинить"                                                                                        |
| -th-         | віддієслівні закінчення прикметників | після b, c, f, g, p                   | німий перед b, g            | німий перед b, g            | німий перед b, g            | coinnithe /ˈkɪn̠ʲɪhə/ "збережений", foghlamtha /ˈfˠoːl̪ˠəmˠhə/ "вивчений", ruaigthe /ˈɾˠuəcə/ "карбований", scuabtha /ˈsˠkuəpˠə/ "метений"     |